# مقاومت خمشی

شکل 1: مقاومت خمشی، تنش تسلیم در اثر خم شدن است. این عدد، برابر یا کمی بزرگتر از تنش تسلیم در اثر کشش است.

استحکام خمشی یا استحکام شکست یا مدول شکست یا مدول پارگی، یک ویژگی ماده است و بیانگر حداکثر تنش فشاری یا کششی (هر کدام که باعث شکست می‌شود) است که ماده قبل از شکست تحت خمش در آزمون خمش می‌تواند تحمل کند. این آزمون معمولا برای نمونه‌هایی به شکل میله با مقاطع عرضی دایره‌ای یا مستطیلی در دو روش سه نقطه‌ای و چهار نقطه‌ای انجام میگیرد. مقاومت خمشی، نشان دهنده بالاترین تنش تجربه شده در ماده قبل از تسلیم (yield) یا شکست است. استحکام خمشی، نوعی تنش است و به صورت نیرو بر واحد سطح اندازه گیری میشود و در اینجا با نماد σ نمایش داده شده است. 

شکل 2:تیر تحت خمش. بیشینه تنش فشاری در B و بیشینه تنش کششی در A

وقتی جسمی که از یک ماده واحد تشکیل شده (مثل یک تیر چوبی یا یک میله فولادی) تحت خمش قرار میگیرد، بازه ای از تنش در راستای عمق آن ایجاد میشود( شکل 3). در لبه جسم در داخل خم (صورت مقعر)، تنش در حداکثر مقدار فشاری خود و در قسمت بیرونی خم (صورت محدب)، تنش در حداکثر مقدار کششی خود خواهد بود. بیشتر مواد قبل از این که تحت تنش فشاری آسیب ببینند ، معمولاً تحت تنش کششی از کار افتاده میشوند، بنابراین حداکثر مقدار تنش کششی که می تواند قبل از شکست تیر یا میله تحمل شود، همان مقاومت خمشی آن است.

شکل3:نحوه توزیع تنش در ضخامت تیر

اگر ماده مورد بحث ما همگن باشد، مقاومت خمشی همان مقاومت کششی خواهد بود، اما این مورد بسیار نادر است؛ در حقیقت ، بیشتر مواد دارای عیوب کریستالی در ساختارشان هستند که باعث می شوند تنش ها به صورت متمرکز و محلی عمل کنند و این عمل به طور موثری باعث ضعف موضعی ماده می شود.
وقتی ماده خم می شود، فقط لبه های A و B (شکل 1) تحت تنش ماکسیمم قرار میگیرند، بنابراین ، اگر این لبه ها عاری از عیوب کریستالی باشند ، مقاومت خمشی توسط آن ها مهار می شود، اما اگر ماده مشابه، به جای خمش، فقط تحت نیروی کششی قرار بگیرد ، تمام الیاف موجود در مقطع ماده در تنش یکسانی قرار میگیرند و تسلیم ماده هنگامی آغاز می شود که ضعیف ترین قسمت مقطع ،به آستانه تنش کششی قابل تحمل خود برسد؛ بنابراین ، معمول است که مقاومتهای خمشی از مقاومت کششی برای همان ماده بالاتر باشد (گرچه در مواردی، برعکس این موضوع رخ میدهد؛ یک ماده همگن با نقص فقط در سطح آن (به عنوان مثال ، به دلیل خراش) ممکن است دارای مقاومت کششی بالاتر از مقاومت خمشی باشد.)
اگر عیوب کریستالی را در نظر نگیریم، واضح است که هر دو این نیروها باعث ایجاد تنش شکست یکسانی در ماده می شوند( که مقدار آن به جنس ماده بستگی دارد.) از این رو با توجه به فرمول های زیر، نیرویی که برای شکست ماده از طریق خمش نیاز است، کمتر از نیروی کششی محوری است:
برای یک نمونه با مقطع مستطیلی ، تنش حاصل شده تحت نیروی محوری با فرمول زیر داده می شود:
{\displaystyle \sigma ={\frac {F}{(b)(d)}}}
(این تنش، تنش واقعی نیست ، زیرا تغییرات سطح مقطع در آن لحاظ نشده است) (تنش مهندسی)
F: بار محوری (نیرو) در نقطه شکست
b: عرض میله (شکل 1)
d: عمق یا ضخامت ماده

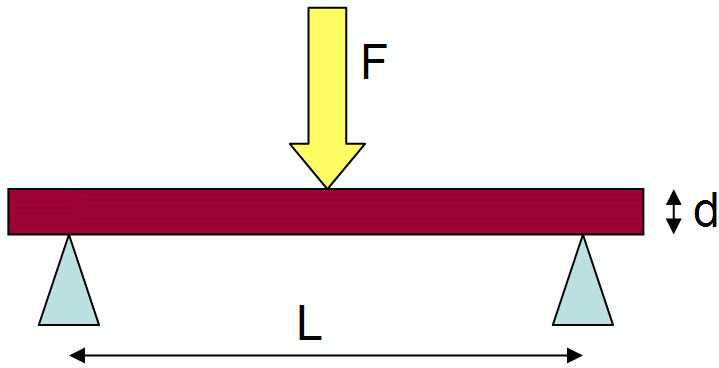
شکل 4: تیر تحت خمش سه نقطه ای

تنش حاصل برای یک نمونه مستطیل شکل تحت بار خمشی سه نقطه ای (شکل 4) با فرمول زیر آورده شده است ( در قسمت بعد درباره آن صحبت میشود) 
{\displaystyle \sigma ={\frac {3FL}{2bd^{2}}}}
به طور معمول، L (شکل4) بسیار بیشتر از d است، بنابراین کسر {\displaystyle {\frac {3L}{2d}}} بزرگتر از یک است.
(برای آشنایی بیشتر با آزمون تنش خمش ، اینجا را ببینید.)
برای یک نمونه مستطیل شکل تحت بارگذاری خمشی سه نقطه ای (شکل4):
{\displaystyle \sigma ={\frac {3FL}{2bd^{2}}}}
F: بار محوری (نیرو) در نقطه شکست
b: عرض میله
d: عمق یا ضخامت ماده
L: طول نمونه بین دو تکیه گاه
برای یک نمونه مستطیل شکل تحت بارگذاری خمشی چهار نقطه ای (شکل 5) که فاصله بین دو نیرو در آن، یک سوم طول نمونه بین دو تکیه گاه است:
{\displaystyle \sigma ={\frac {FL}{bd^{2}}}}
برای یک نمونه مستطیل شکل تحت بارگذاری خمشی چهار نقطه ای (شکل 5) که فاصله بین دو نیرو در آن، یک دوم طول نمونه بین دو تکیه گاه است:
{\displaystyle \sigma ={\frac {3FL}{4bd^{2}}}}
در حالت کلی، برای یک نمونه مستطیل شکل تحت بارگذاری خمشی چهار نقطه ای (شک5) که فاصله بین دو نیرو در آن Li و طول نمونه بین دو تکیه گاه L است:
{\displaystyle \sigma ={\frac {3F(L-L_{i}))}{2bd^{2}}}}

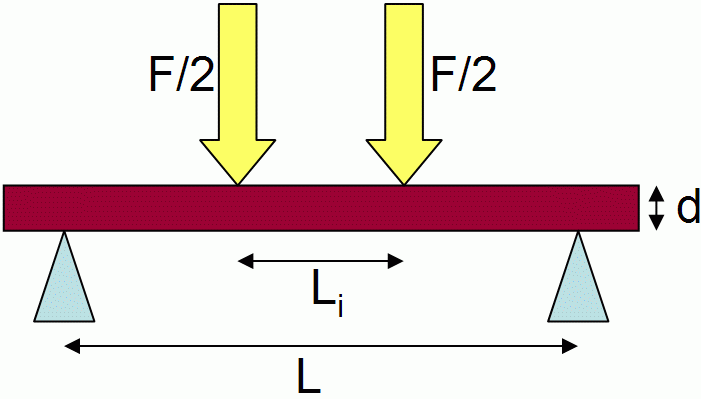
شکل5: تیر تحت خمش 4 نقطه ای

Michael Ashby (2011). Materials selection in mechanical design. Butterworth-Heinemann. p. 40
Callister, William D., Jr. (2003). Materials Science and Engineering. John Wiley & Sons, Inc., 5th Ed. p. 409
- J. M. Hodgkinson (2000), Mechanical Testing of Advanced Fiber Composites, Cambridge: Woodhead Publishing, Ltd., p. 132–133.
  - ASTM C1161-02c(2008)e1, Standard Test Method for Flexural Strength of Advanced Ceramics at Ambient Temperature, ASTM International, West Conshohocken, PA.
- William D. Callister, Jr., Materials Science and Engineering, Hoken: John Wiley & Sons, Inc., 2003
- www.koopaco.com آزمون خمش چیست؟

1. ↑  ASTM Standard C158-02, Standard Test Methods for Strength of Glass by Flexure (Determination of Modulus of Rupture), ASTM International, West Conshohocken, PA, 2002. doi:10.1520/C0158-02

- تنش
- آزمون خمش سه نقطه ای
- عیوب کریستالی
- خواص مکانیکی مواد